# Jean Randrianasolo
Jean Dieu Randrianasolo (ur. 26 maja 1989 w Fianarantsoi) – madagaskarski piłkarz grający na pozycji bramkarza.